# Biskupice-kostel
Das Fauna-Flora-Habitat-Gebiet Biskupice-kostel (deutsch: Biskupice-Kirche) liegt in der tschechischen Ortschaft Biskupice-Pulkov. Das nur 274 m² große Schutzgebiet gehört zum europäischen Schutzgebietsnetz Natura 2000 und umfasst die Biskupicer St.-Martinskirche. Die Kirche ist ein regional bedeutendes Sommerquartier für das Große Mausohr, eine Fledermausart des Anhangs II der FFH-Richtlinie. Es wurden zwischen 100 und 200 Tiere gezählt. 
Ein weiteres, ebenfalls als FFH-Gebiet ausgewiesenes Fledermausquartier liegt nur 160 m südwestlich im Biskupicer Schulhaus.

## Schutzzweck
Folgende Arten von gemeinschaftlichem Interesse kommen im Gebiet vor:
| Bild | EU Code | * | Art            | wissenschaftlicher Name | Artengruppe |
| ---- | ------- | - | -------------- | ----------------------- | ----------- |
|      | 1324    |   | Großes Mausohr | Myotis myotis           | Säugetiere  |